# ザ・カクテルバー
ザ・カクテルバー（The Cocktail Bar）は、サントリー（現・サントリー酒類）から発売されているカクテル製品のブランド名である。1990年代は低アルコール飲料の草分け的存在として市場を牽引し、その分野における代表的製品となったが、2000年代には売上低下から規模縮小し、以降は業務用市場向け製品を中心とした商品構成となっている。

## 概要
サントリーは1980年代より150mlボトルに入ったトロピカルカクテルや、現在も販売されている720ml入りのカクテル製品などを発売していたが、多くはソーダで割って飲まなければならないタイプのものや、またパッケージもフタをめくるタイプのもので、保存状態などに難があったこともあり、デザイン面での遅れから、刷新が急務となった。
リキュールをあらかじめソーダで割って、栓を取るだけで手軽に飲めることを想定し、またその当時主流となっていたビールやチューハイなどのアルコール飲料の成長が頭打ちになっていたこともあり、新たな世代に向けてのアルコール飲料として、新たにパッケージデザインを200mlボトルに改め、また従来販売されていたカクテルよりも本格志向を目指して、1993年3月24日にザ・カクテルバーという名で発売される。
発売当初はジントニック、シンガポールスリング、モスコーミュールの3種類で発売された。テレビで放映された永瀬正敏が出演する、ちょっとカッコ悪い男をテーマにしたCMが、佐倉康彦の「愛だろ、愛っ。」のコピーとともに評判を呼ぶと、わずか数ヵ月で目標販売数をクリアし、同年10月には、新たにソルティードッグを追加、これもさらにヒットする。
1994年1月18日には業務用市場向け製品でソーダで割るタイプの「ザ・カクテルバー〈コンクタイプV〉」1.8Lペットボトル7種を全国発売。2月にはスクリュードライバーとカシスソーダを追加。6月21日にはコンクタイプに「スクリュードライバー」と「梅酒フィズ」を追加。7月にはブルーハワイ、10月にサイドカー、11月にマンハッタンが発売され続けてヒットし、大きく売り上げを伸ばしてゆく。
その後も1995年2月にストロベリーマルガリータ・メロンダイキリ、1995年6月にマイタイ・チチ、1995年9月にバイオレットフィズ・ピーチベリーニ、1996年2月にピンクレディ・トムコリンズ、1996年6月にカンパリオレンジ・バナナダイキリが追加され、この時点で総勢19種類にまで膨れ上がったが、種類が増え過ぎた結果、売り上げも頭打ちとなり、1996年11月と1997年2月の2度に分けて行われた初のリニューアルでは売上が低迷している種類を製造中止にして、全12種類に整理された。
1997年の夏には、新たにキャッチコピーが「うまいぜベイビー。」（同じく前出の佐倉康彦によるもの）に変わり、季節限定製品の投入が積極的に行われた。このほか、夏季限定のフローズンカクテルやプレミアムカクテル（マルガリータ、マティーニ、ギムレットの3種類）なども発売された。1998年11月の2度目のリニューアルでは新たにスプモーニ、チャイナキス、メロンボール、アプリコットフィズなどのカクテルを追加しつつ、巻き返しをはかった。
しかし、他のアルコール飲料（発泡酒や缶チューハイなど）が1990年代後半以降に低価格化していったことで、価格差から大きくシェアを奪われ、売り上げは下降線を描くように落ち続ける。1999年以降はラブストーリー、フェアリーテイルなどの新カクテルの投入や広告展開の刷新が行われ、2000年4月には3度目のリニューアルが実施され、2000年冬にはCBシリーズとして4度目のリニューアル（当初は並行販売）がされたが、2001年に同社からザ・グレートカクテルズが投入された（その後2003年ごろ製造中止）こともあって、この頃には売り上げも全盛期の3分の1近くに落ち込み、さらには協和発酵から発売された缶入りカクテル飲料「カクテルパートナー」（現在はアサヒビールより発売）よりも下回ったこともあり、2002年以降は製品ラインナップが大幅に減らされた。一方でこの頃からより低価格な缶入り製品をCBシリーズと並行する形で投入しており、2004年には新たに280mlや350mlなどの缶入り製品を主力に置く形で大幅に刷新した（ただし、従来からの瓶入り製品であるカクテルバーCBも継続販売していた）。しかし、すでにその落ち込みを取り戻すことは出来ず、缶入り仕様は2005年末に早くも販売終了、2006年に瓶入り製品の大半が、2007年に瓶入り最後の2種も製造中止となった。
現行商品としては1.8Lのコンクタイプ5種類（ジントニック、ソルティードッグ、モスコーミュール、カシスソーダ、ピーチフィズ）が、長年に渡り、酒類量販店で販売されていたが、2019年4月をもって製造中止となった。
2010年代には数量限定で240ml瓶商品の復刻版を発売し、2010年12月14日にソルティードッグとファジーネーブルの2種類が、2011年7月26日にはスクリュードライバーとブルーハワイの2種類が、それぞれ販売されると共に、2018年4月には、「ザ・カクテルバー プロフェッショナル」として、ジントニックとモスコーミュールの2種類で再度市場に復活したものの、こちらも期待にそぐわぬ結果となり、翌2019年4月をもって生産終了となった。イメージキャラクターにはV6の森田剛が起用されていた。

## 歴史
- 1993年3月24日 - ＜ジントニック＞、＜シンガポールスリング＞、＜モスコーミュール＞の3種類で発売。
- 1993年10月5日 - ＜ソルティードッグ＞を追加。全4種に。
- 1994年1月18日 - 業務用市場向け製品でソーダで割るタイプの「ザ・カクテルバー〈コンクタイプV〉」1.8Lペットボトル7種を全国発売[2]。
- 1994年2月22日 - ＜スクリュードライバー＞、＜カシスソーダ＞を追加。全6種に。
- 1994年6月21日 - ＜ブルーハワイ＞を追加。全7種に。同時にコンクタイプに＜スクリュードライバー＞、＜梅酒フィズ＞を追加[3]。コンクタイプは全10種に。
- 1994年9月22日 - ＜サイドカー＞を追加。全8種に。
- 1994年11月25日 - ＜マンハッタン＞を追加。全9種に。
- 1995年2月21日 - ＜ストロベリーマルガリータ＞、＜メロンダイキリ＞を追加（関西エリアは2月28日から発売）。全11種に。
- 1995年6月13日 - ＜チチ＞、＜マイタイ＞を追加。全13種に。同時にコンクタイプに＜ストロベリーマルガリータ＞、＜メロンダイキリ＞（各900ml、1.8L）を追加。コンクタイプは全12種に。
- 1995年9月21日 - ＜バイオレットフィズ＞、＜ピーチベリーニ＞を追加。全15種に。
- 1995年12月5日 - パーティーサイズ（450ml）3種（＜ピーチベリーニ＞、＜ソルティードッグ＞、＜スクリュードライバー＞）を発売。
- 1996年2月6日 - ＜ピンクレディ＞、＜トムコリンズ＞を追加。全17種に。
- 1996年6月11日 - ＜カンパリオレンジ＞、＜バナナダイキリ＞を追加。全19種に。
- 1996年6月18日 - コンクタイプに＜バナナダイキリ＞、＜チチ＞（各1.8L）を追加。コンクタイプは全14種に。
- 1996年7月16日 - パーティーサイズ（450ml）に＜ブルーハワイ＞、＜モスコーミュール＞、＜バイオレットフィズ＞を追加。パーティーサイズは全6種に。
- 1996年11月12日 - 初のリニューアル（第1弾）。＜ジントニック＞、＜モスコーミュール＞、＜ソルティードッグ＞、＜スクリュードライバー＞、＜カンパリオレンジ＞、＜バイオレットフィズ＞の6種。
- 1997年2月4日 - 初のリニューアル（第2弾）。＜ストロベリーマルガリータ＞、＜ブルーハワイ＞、＜カシスソーダ＞、＜ピーチベリーニ＞、＜メロンダイキリ＞、＜ピンクレディ＞の6種で全12種に。残り7種（＜シンガポールスリング＞、＜サイドカー＞、＜マンハッタン＞、＜チチ＞、＜マイタイ＞、＜トムコリンズ＞、＜バナナダイキリ＞）は販売終了に。
- 1997年3月4日 - パーティーサイズ全6種（＜ピーチベリーニ＞、＜ソルティードッグ＞、＜スクリュードライバー＞、＜ブルーハワイ＞、＜モスコーミュール＞、＜バイオレットフィズ＞）のリニューアル。
- 1997年6月3日 - 初の季節限定商品＜ラム＆コーラ＞、＜トロピカルパンチ＞を発売。同時に凍らせて食べるフローズンカクテル3種（＜ストロベリーマルガリータ＞、＜ピニャカラーダ＞、＜メロンダイキリ＞）を夏季限定発売。
- 1997年9月2日 - 季節限定商品第2弾＜ブルーベリーフィズ＞、＜スパークリングストロベリー＞を発売。
- 1997年11月4日 - 135mlの小瓶でアルコール10～15％の上位製品ザ・カクテルバー プレミアム3種（＜マルガリータ＞、＜マティーニ＞、＜ギムレット＞）を発売。
- 1998年2月10日 - 季節限定商品第3弾＜サクラフィズ＞、＜グリーンティークーラー＞を発売。
- 1998年5月26日 - 季節限定商品第4弾＜ジンバック＞、＜コーヒーパンチ＞を発売。同時に凍らせて食べるフローズンカクテル3種（＜ストロベリーマルガリータ＞、＜ブルーラグーン＞、＜マンゴーダイキリ＞）を夏季限定発売。
- 1998年9月1日 - 季節限定商品第5弾＜キールロワイヤル＞、＜アプリコットフィズ＞を発売。
- 1998年11月17日 - 2度目のリニューアル。＜ジントニック＞、＜モスコーミュール＞、＜ソルティードッグ＞、＜スクリュードライバー＞、＜バイオレットフィズ＞、＜ブルーハワイ＞、＜カシスソーダ＞、＜ピーチベリーニ＞の継続8種に＜スプモーニ＞、＜チャイナキス＞、＜メロンボール＞、＜アプリコットフィズ＞（秋限定商品を定番化）の4種を追加した全12種に。（＜カンパリオレンジ＞、＜ストロベリーマルガリータ＞、＜メロンダイキリ＞、＜ピンクレディ＞は販売終了）
- 1998年12月1日 - パーティーサイズに＜カシスソーダ＞を追加。定番5種（＜ピーチベリーニ＞、＜ソルティードッグ＞、＜スクリュードライバー＞、＜モスコーミュール＞、＜バイオレットフィズ＞）も2度目のリニューアル。（＜ブルーハワイ＞は販売終了。）
- 1999年4月10日 - ＜カシスオレンジ＞を追加。全13種に。同時に広告展開を一新し、女性のアニメーションと椎名林檎の楽曲を起用。
- 1999年7月6日 - ＜ラブストーリー＞[7]を追加。全14種に。以降はオリジナルカクテルの展開が中心となる。
- 1999年9月21日 - スパークリングシリーズ3種（＜ミモザ＞、＜ペシェ ロワイヤル＞、＜シトラス スプリッツァー＞）を2000年初頭までの季節限定発売。
- 2000年1月25日 - ＜フェアリーテイル＞[8]、＜サニースマイル＞[9]を追加。初めてパステルカラーのラベルが採用された。同時に＜ミモザ＞を定番化。全17種に。
- 2000年4月18日 - 3度目のリニューアル。＜ジントニック＞、＜モスコーミュール＞、＜ソルティードッグ＞、＜スクリュードライバー＞の定番カクテル4種は中身・デザインを一新。＜チャイナキス＞、＜カシスオレンジ＞、＜ラブストーリー＞、＜ミモザ＞の新感覚カクテル4種は先行して発売された＜フェアリーテイル＞、＜サニースマイル＞と同様のパステルトーンのメタリック調のラベルに変更（中身は同一）。＜バイオレットフィズ＞、＜ブルーハワイ＞、＜ピーチベリーニ＞、＜カシスソーダ＞、＜スプモーニ＞、＜アプリコットフィズ＞は継続販売。全16種に。（＜メロンボール＞は販売終了。）
- 2000年7月4日 - ＜アップルキス＞[10]を追加。全17種に。
- 2000年9月19日 - ＜ベリーピンク＞[11]を追加。全18種に。
- 2000年11月28日 - 若年層向け（250ml瓶、アルコール4～5％に抑えた）新シリーズ、カクテルバーCB4種（＜カシスデュー＞、＜スノーバニー＞、＜エアターン＞、＜エクストリーム＞）を発売。
  - 従来のザ・カクテルバーは＜ジントニック＞、＜モスコーミュール＞、＜ソルティードッグ＞、＜スクリュードライバー＞、＜バイオレットフィズ＞、＜ブルーハワイ＞、＜ピーチベリーニ＞、＜チャイナキス＞、＜カシスオレンジ＞、＜ラブストーリー＞、＜ミモザ＞、＜フェアリーテイル＞、＜サニースマイル＞、＜アップルキス＞、＜ベリーピンク＞の15種を継続販売。（＜カシスソーダ＞、＜スプモーニ＞、＜アプリコットフィズ＞は販売終了。）
- 2001年2月12日 - カクテルバーCB第2弾＜ソルティードッグ＞、＜スクリュードライバー＞を発売。CBシリーズは全6種に。
- 2001年3月6日 - カクテルバーCB第3弾として「爽やかな恋」がテーマの＜アップルキス＞、＜ムーンライトキス＞、＜レモンキス＞を発売。CBシリーズは全9種に。
- 2001年5月8日 - カクテルバーCB第4弾として「アジアンリゾート」がテーマの＜クプクプ トロピカル＞、＜プティプティ ライチ＞を発売。CBシリーズは全10種に。（＜スノーバニー＞は販売終了。）
  - 同時期に従来のザ・カクテルバー全15種の販売を終了しCBシリーズに一本化された。
- 2001年9月4日 - カクテルバーCB第5弾として「テーマパーク」がテーマの＜ピーチシューター＞、＜メロンゴーランド＞を発売。CBシリーズは全12種に。
- 2001年11月6日 - カクテルバーCB第6弾＜モスコーミュール＞、＜ファジーネーブル＞を発売。CBシリーズは全14種に。
- 2002年3月7日 - カクテルバーCB第7弾＜ビッグアップル＞、＜グレープキス＞を発売。
  - 同時に＜カシスデュー＞、＜エアターン＞、＜エクストリーム＞、＜アップルキス＞、＜ムーンライトキス＞、＜レモンキス＞、＜クプクプ トロピカル＞、＜プティプティ ライチ＞、＜ピーチシューター＞、＜メロンゴーランド＞の10種が販売終了し、従来の全14種から＜ソルティードッグ＞、＜スクリュードライバー＞、＜モスコーミュール＞、＜ファジーネーブル＞、＜ビッグアップル＞、＜グレープキス＞の全6種に大幅な縮小がなされた。
- 2002年5月28日 - 初の缶入り製品スーパーカクテルバー2種（＜オレンジビター＞、＜グレフルジンジャー＞）発売。350mlで160円と価格も抑えられた。アルコール5％。
- 2002年9月10日 - スーパーカクテルバー第2弾＜アップル＆シトラス＞発売。アルコール5％。
- 2002年9月24日 - カクテルバーCB第8弾＜チャイナブルー＞、＜マンゴーマルガリータ＞を発売。CBシリーズは全8種に。
- 2003年11月11日 - スーパーカクテルバーの後継として350mlで140円とさらに価格が抑えられたザ・カクテルバー＜CAN＞を発売。＜スクリュードライバー＞、＜カシス ワインスプリッツァ＞、＜ストロベリースパークリング＞の全3種。アルコール4％。
  - 同時期にカクテルバーCBの＜マンゴーマルガリータ＞が販売終了となりCBシリーズは全7種に。
- 2004年3月9日 - ザ・カクテルバー＜CAN＞第2弾＜ルビーソルティードッグ＞を発売。ザ・カクテルバー＜CAN＞は全4種に。
- 2004年6月22日 - 「カクテルレボリューション」第1弾として新「カクテルバー＜プレミアム＞」5種（＜カシスオレンジ＞、＜ソルティードッグ＞、＜マンゴーピーチ＞、＜スクリュードライバー＞、＜ライチグレープフルーツ＞）を発売。280ml缶、150円。
  - 従来のカクテルバーCB全7種及びザ・カクテルバー＜CAN＞全4種も継続販売。
- 2004年7月20日 - 「カクテルレボリューション」第2弾として新「カクテルバー＜氷点＞」2種（＜氷点ジントニック＞、＜氷点モスコーミュール＞）を発売。350ml缶、140円。
- 2004年7月27日 - セブン-イレブンジャパン及びロッテと共同開発したカクテルバー＜フローズン＞全3種（＜ウオツカストロベリー＞、＜マンゴーダイキリ＞、＜ソルティードッグ＞）を東京都23区及び神奈川県、山梨県の甲府地区のセブン-イレブン酒類取扱店で先行発売（同年10月より全国のセブン-イレブン酒類取扱店で発売）。
- 2004年9月28日 - カクテルバー＜氷点＞第2弾として＜氷点カシスクーラー＞、＜氷点グレープフルーツクーラー＞を発売。
- 2004年10月19日 - カクテルバー＜プレミアム＞第2弾として＜フルーツミックス＞を発売。
- 2004年11月24日 - カクテルバー＜氷点＞第3弾として＜氷点チェリースパークリング＞を発売。同時に180ml瓶入りで230円の上位品、カクテルバー＜フルーツスパークリング＞2種（＜ラ・フランス＆レモンワイン＞、＜カシス＆グレープフルーツ＞）を冬季限定発売。
- 2004年12月7日 - カクテルバー＜プレミアム＞第3弾として＜巨峰ラッシー＞を限定発売。
- 2005年4月26日 - カクテルバー＜フローズン＞第2弾として＜ピーチブロッサム＞を全国のセブン-イレブン酒類取扱店で発売。（＜ソルティードッグ＞は販売終了）
- 2005年6月ごろ - ザ・カクテルバー＜CAN＞全4品及びカクテルバー＜プレミアム＞3品（＜ソルティードッグ＞、＜スクリュードライバー＞、＜ライチグレープフルーツ＞）が販売終了。
- 2005年12月6日 - カクテルバー＜フローズン＞第3弾として＜モカグラニータ＞を全国のセブン-イレブン酒類取扱店で発売。
- 2005年末 - カクテルバー＜氷点＞全5品（＜氷点ジントニック＞、＜氷点モスコーミュール＞、＜氷点カシスクーラー＞、＜氷点グレープフルーツクーラー＞、＜氷点チェリースパークリング＞）及びカクテルバー＜プレミアム＞全3品（＜カシスオレンジ＞、＜マンゴーピーチ＞、＜フルーツミックス＞）の販売が終了。缶入り製品が消滅。以降はCBシリーズ7品とフローズンシリーズ4品のみの展開となる。
- 2006年秋ごろ - フローズンシリーズ4品が販売終了。同時期にCBシリーズ5品（＜モスコーミュール＞、＜ファジーネーブル＞、＜ビッグアップル＞、＜グレープキス＞、＜チャイナブルー＞）も販売終了し製品ラインナップがCBシリーズ2品のみに大幅縮小。
- 2007年 - 最後まで販売されたCBシリーズ2品（＜ソルティードッグ＞、＜スクリュードライバー＞）が販売終了。これをもって約14年の歴史にいったん幕を下ろした（コンクタイプ除く）。
- 2008年春ごろ - コンクタイプのうち、＜カシスオレンジ＞、＜ファジーネーブル＞、＜チャイナブルー＞、＜スクリュードライバー＞の販売が終了。現在も販売されている全5種に。
- 2010年12月14日 - 限定復刻版第1弾として＜ソルティードッグ＞、＜ファジーネーブル＞[12]を発売。
- 2011年7月26日 - 限定復刻版第2弾として＜スクリュードライバー＞、＜ブルーハワイ＞を発売。
  - 販売当時の製品との主な違いはボトルの形状の若干の違い（ザ・カクテルバーではなくカクテルバーCBのものを流用しているためで、それに伴い240mlと当時の200mlに比べ内容量が多くなっている）及びアルコール分が当時の6％から5％（ファジーネーブルのみカクテルバーCBのレシピがベースのため4％）に変更されている点である。ラベルデザインは初代とほぼ同じとなっている。

### 最盛期（1996年7月）のラインアップ
- ザ・カクテルバー・・・基本はレギュラーサイズ（200ml）。太字はパーティーサイズ（450ml）も存在した。
  - ジントニック
  - シンガポールスリング
  - モスコーミュール
  - ソルティードッグ
  - スクリュードライバー
  - カシスソーダ
  - ブルーハワイ
  - サイドカー
  - マンハッタン
  - ストロベリーマルガリータ
  - メロンダイキリ
  - チチ
  - マイタイ
  - バイオレットフィズ
  - ピーチベリーニ
  - ピンクレディ
  - トムコリンズ
  - カンパリオレンジ
  - バナナダイキリ

- ザ・カクテルバー　コンクタイプ
  - ジントニック
  - モスコミュール
  - ソルティードッグ
  - カシスソーダ
  - ピーチフィズ
  - カシスオレンジ（コンクタイプのみ）
  - ファジーネーブル（コンクタイプのみ）
  - チャイナブルー（コンクタイプのみ）
  - スクリュードライバー
  - 梅酒フィズ（コンクタイプのみ）
  - ストロベリーマルガリータ
  - メロンダイキリ
  - バナナダイキリ
  - チチ

## 発売された製品一覧
斜体は季節限定。
- ザ・カクテルバー（200ml瓶）・・・太字はパーティーサイズ（450ml）も存在した。1期＝1993/3～1997/2、2期＝1996/11～1998/11、3期＝1998/11～2000/4、4期＝2000/2～2001を指す。
  - ジントニック（1993/3～2001、1期、2期、3期、4期）
  - シンガポールスリング（1993/3～1997/2、1期）
  - モスコーミュール（1993/3～2001、1期、2期、3期、4期）
  - ソルティードッグ（1993/10～2001、1期、2期、3期、4期）
  - スクリュードライバー（1994/2～2001、1期、2期、3期、4期）
  - カシスソーダ（1994/2～2000/11、1期、2期、3期（4期初期も継続）、パーティーサイズは3期のみ）
  - ブルーハワイ（1994/6～2001、1期、2期、3期（4期も継続）、パーティーサイズは1/2期のみ）
  - サイドカー（1994/9～1997/2、1期）
  - マンハッタン（1994/11～1997/2、1期）
  - ストロベリーマルガリータ（1995/2～1998/11、1期、2期）
  - メロンダイキリ（1995/2～1998/10、1期、2期）
  - チチ（1995/6～1997/2、1期）
  - マイタイ（1995/6～1997/2、1期）
  - バイオレットフィズ（1995/9～2001、1期、2期、3期（4期も継続））
  - ピーチベリーニ（1995/9～2001、1期、2期、3期（4期も継続））
  - ピンクレディ（1996/2～1998/11、1期、2期）
  - トムコリンズ（1996/2～1997/2、1期）
  - カンパリオレンジ（1996/6～1998/11、1期、2期）
  - バナナダイキリ（1996/6～1997/2、1期）
  - ラム＆コーラ（1997/6、2期）
  - トロピカルパンチ（1997/6、2期）
  - ブルーベリーフィズ（1997/9、2期）
  - スパークリングストロベリー（1997/9、2期）
  - サクラフィズ（1998/2、2期）
  - グリーンティークーラー（1998/2、2期）
  - ジンバック（1998/5、2期）
  - コーヒーパンチ（1998/5、2期）
  - キールロワイヤル（1998/9、2期）
  - アプリコットフィズ（1998/9、2期）
  - アプリコットフィズ（1998/11～2000/11、3期（4期初期も継続））
  - スプモーニ（1998/11～2000/11、3期（4期初期も継続））
  - チャイナキス（1998/11～2001、3期、4期）
  - メロンボール（1998/11～2000/4、3期）
  - カシスオレンジ（1999/4～2001、3期、4期）
  - ラブストーリー（1999/7～2001、3期、4期）
  - ミモザ（1999/9～2001、3期、4期）・・・当初は下2品とともに2000年1月までの季節限定だったが好評につき販売終了直前に定番化された。
  - ペシェ ロワイヤル（1999/9、3期）
  - シトラス スプリッツァー（1999/9、3期）
  - フェアリーテイル（2000/1～2001、4期）
  - サニースマイル（2000/1～2001、4期）
  - アップルキス（2000/7～2001、4期）
  - ベリーピンク（2000/9～2001、4期）

- ザ・カクテルバー プレミアム（135ml瓶）
  - マルガリータ（1997/11～???）
  - マティーニ（1997/11～???）
  - ギムレット（1997/11～???）

- ザ・カクテルバー フローズン（130ml瓶）
  - ストロベリーマルガリータ（1997/6、1998/5）
  - ピニャカラーダ（1997/6）
  - メロンダイキリ（1997/6）
  - ブルーラグーン（1998/5）
  - マンゴーダイキリ（1998/5）

- カクテルバーCB（250ml瓶）
  - カシスデュー（2000/11～2002/3）
  - スノーバニー（2000/11～2001/5）
  - エアターン（2000/11～2002/3）
  - エクストリーム（2000/11～2002/3）
  - ソルティードッグ（2001/2～2007）
  - スクリュードライバー（2001/2～2007）
  - アップルキス（2001/3～2002/3）
  - ムーンライトキス（2001/3～2002/3）
  - レモンキス（2001/3～2002/3）
  - クプクプ トロピカル（2001/5～2002/3）
  - プティプティ ライチ（2001/5～2002/3）
  - ピーチシューター（2001/9～2002/3）
  - メロンゴーランド（2001/9～2002/3）
  - モスコーミュール（2001/11～2006）
  - ファジーネーブル（2001/11～2006）
  - ビッグアップル（2002/3～2006）
  - グレープキス（2002/3～2006）
  - チャイナブルー（2002/9～2006）
  - マンゴーマルガリータ（2002/9～2003）

- スーパーカクテルバー（350ml缶）
  - オレンジビター（2002/5～2003/11）
  - グレフルジンジャー（2002/5～2003/11）
  - アップル＆シトラス（2002/9～2003/11）

- ザ・カクテルバー＜CAN＞（350ml缶/500ml缶）
  - スクリュードライバー（2003/11～2005夏）
  - カシス ワインスプリッツァ（2003/11～2005夏）
  - ストロベリースパークリング（2003/11～2005夏）
  - ルビーソルティードッグ（2004/3～2005夏）

- カクテルバー＜氷点＞（350ml缶）
  - 氷点ジントニック（2004/7～2005末）
  - 氷点モスコーミュール（2004/7～2005末）
  - 氷点カシスクーラー（2004/9～2005末）
  - 氷点グレープフルーツクーラー（2004/9～2005末）
  - 氷点チェリースパークリング（2004/11～2005末）

- カクテルバー＜プレミアム＞（280ml缶）
  - カシスオレンジ（2004/6～2005末）
  - ソルティードッグ（2004/6～2005夏）
  - マンゴーピーチ（2004/6～2005末）
  - スクリュードライバー（2004/6～2005夏）
  - ライチグレープフルーツ（2004/6～2005夏）
  - フルーツミックス（2004/10～2005末）
  - 巨峰ラッシー（2004/12）

- カクテルバー＜フルーツスパークリング＞（180ml瓶）
  - ラ・フランス＆レモンワイン（2004/11）
  - カシス＆グレープフルーツ（2004/11）

- カクテルバー＜フローズン＞（セブン-イレブンの酒類取扱店限定発売）
  - ウオツカストロベリー（2004/7～2006秋）
  - マンゴーダイキリ（2004/7～2006秋）
  - ソルティードッグ（2004/7～2005/4）
  - ピーチブロッサム（2005/4～2006秋）
  - モカグラニータ（2005/12～2006秋）

- ザ・カクテルバー　コンクタイプ（1.8Lペットボトル）
  - ジントニック（1994/1～現在）
  - モスコミュール（1994/1～現在）
  - ソルティードッグ（1994/1～現在）
  - カシスソーダ（1994/1～現在）
  - ピーチフィズ（1994/1～現在）
  - カシスオレンジ（1994/1～2008）
  - ファジーネーブル（1994/1～2008）
  - チャイナブルー（1994/??～2008）
  - スクリュードライバー（1994/6～2008）
  - 梅酒フィズ（1994/6～???）
  - ストロベリーマルガリータ（1995/6～???）
  - メロンダイキリ（1995/6～???）
  - ブルーハワイ（???～???）
  - バナナダイキリ（1996/6～???）
  - チチ（1996/6～???）

- ザ・カクテルバー プロフェッショナル（350ml缶）
  - ジントニック (2018/4～）※同年8/21より辛口ジントニックとして再発売
  - モスコーミュール (2018/4～) ※上に同じ
  - ドライモヒート（2018/6/12～）
  - ラム&コーク（2018/10/23～）

## その他
- この製品は1993年から1998年頃にかけて、角川書店より刊行中の「TokyoWalker」で毎月第4週目の号に表紙裏と目次下に、本製品の広告として永瀬正敏が毎号登場していた。先述の「愛だろ、愛っ。」のコピーとミニストーリーを目当てに、毎月の広告の出来具合を楽しみにしていた読者も多数いたほか、1997年にはKKベストセラーズからそのCMやポスター広告のフォトを用いてストーリー仕立てにした『愛なんだぜ。』（安達元一・池田裕幾による共著）が発売されたりもしている。
- このザ・カクテルバーの成功で、その後市場には後発商品が相次ぐことになる。まずニッカウヰスキーからは、ザ・カクテルバーよりもさらに本格志向の「ニッカ ザ・カクテル200」が発売されるが、取り扱い店が酒店や一部量販店のみにしか広げられず、すぐに製造中止になった。また、1994年にはメルシャンから「カクテルストーリー」が、1997年には協和発酵から「カクテルパートナー」が発売（いずれも缶入り）された。特にカクテルパートナーは後発商品ながら好売り上げを記録し、その後も様々な種類が送り出されている。2002年の協和発酵の酒類事業撤退により、同年秋からはアサヒビールに移管され、缶入りカクテル飲料として高い知名度を築いたが、2023年に販売終了となった。
- サントリーでも1996年に吉岡秀隆がCM出演し、250ml缶で販売されてヒットした「とっておき果実のお酒」（こちらも最盛期は20数種の製品が存在したが、最終的には発売当初の北海道産の夕張メロン酒、山梨産の巨峰酒、福島産の白桃酒の3種類に戻った後、2008年頃に販売を終了した）や同じく1996年に発売された「果実酒房」や「ビアカクテル」、「ワインカクテル」などを市場へ投入しており、商品の低価格化が進展するまでは割と高いシェアを有していた。